# Кайбогар
Кайбогар — упразднённый аул в Исилькульском районе Омской области. Входил в состав Боевого сельского поселения. Исключен из учётных данных в 2001 г.

## География
Располагался в 1,5 км к юго-востоку от поселка Ленинский.

## История
В 1928 году аул Куйбагар состоял из 25 хозяйств. В административном отношении входил в состав 4-го аульного сельсовета Исиль-Кульского района Омского округа Сибирского края.

## Население
По переписи 1926 г. в ауле проживало 150 человек (81 мужчина и 69 женщин), основное население — киргизы.

## Хозяйство
По данным на 1991 г. в аул являлся участком отделения ОПХ «Боевое».